# 메시아

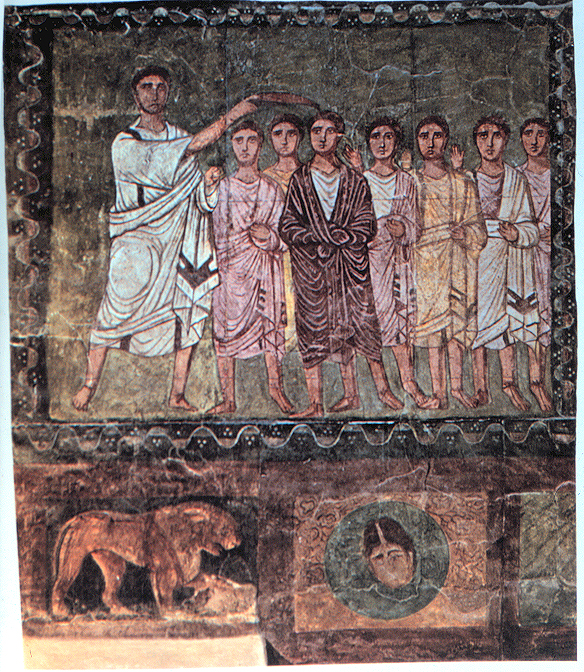
사무엘이 다윗에게 성유를 뿌리다, 두라 에우로포스, 시리아, 날짜: 서기 3세기

메시아(히브리어: מָשִׁיחַ 마쉬하, 영어: Messiah 메시아[*])는 아브라함의 종교에서 흔히 쓰이는 용어로서 "구원자", "해방자"의 의미로 사용된다.
이스라엘 민족은 끊임없이 외적(外敵)으로부터 위협을 받아 결국에는 나라를 잃게 되는 고통스러운 역사를 걸어왔는데, 이러한 체험으로부터 한 사람의 구제자(救濟者)를 대망(待望)하는 사상이 길러지게 되었다. 이 사상에 의하면 이상적(理想的)인 왕이 탄생하여 이스라엘의 국난(國難)을 타개하고 이 세상에 평화와 번영을 가져다 준다는 것이다. 이 경우에 있어서 이상적인 왕의 모습은 언제나 다윗을 염두에 두고 생각되었었다. 사울의 뒤를 이어 이스라엘의 제2대 왕이 되어 국가의 기초를 튼튼히 한 영주(英主) 다윗에 대한 기억은 뚜렷이 그들의 뇌리 속에 늘 살아 있었던 것이다. 따라서 그들의 구세주는 다윗의 가계(家系)에서 나올 것으로 기대하였던 것이다. 이와 같은 다윗적 메시아와는 전혀 다른 것으로서 '고난(苦難)의 종'이라는 것이 있다. 괴로움을 당하고, 번민하며, 박해를 받고, 상처를 받으며, 죽음을 당하고 죄인으로 묻히면서 운명에 순종하는 그는 고뇌(苦惱)를 한 몸에 지니고 신과 인간 사이에 서서 중간 역할을 하여 이 세상을 죄로부터 구하고 속죄하는 자를 말한다. <이사야서> 53장에 표현된 이 메시아상(像)은 뒤에 예수의 생애와 연결지어 해석되었다.  <구약성서>의 미래에 메시아에 관한 예언이 예수에 의하여 구현된 것으로 믿게 되어서 기독교 사상 중에 커다란 위치를 차지하게 되었다. <구약성서>가 완성된 뒤 유태교에 있어서는 묵시문학적 2원론(默示文學的二元論)의 영향을 강하게 받아 천지창조 이전부터 존재하는 천상(天上)의 메시아가 생각되기도 하였으나 한편에서는 로마에 대한 저항운동의 투사(鬪士) 바르 고호바가 메시아로 불린 것과 같이 차츰 높아가는 민족주의와 결부된다. 그러나 135년의 봉기(蜂起)에 실패하고 또 묵시문학적 사상경향이 훗날 유태교에 받아들여지지 않았기 때문에 메시아 사상은 유태교 중에 중요한 요소가 되지 못하였다.

## 어원
메시아(히브리어: מָשִׁיחַ 마쉬하, 아람어: משיחא, 아랍어: المسيح 알-마시흐[*], 고대 그리스어: Μασσίας 맛시아스[*], 영어: Messiah)는 말 그대로는 "기름을 바른(또는 기름을 부은) 자"라는 뜻이다. 이 낱말은 고대 이스라엘의 예법에 쓰인 말로, 지위가 높은 사람, 특히 유대 사람의 지도자를 가리킨다. 메시아는 향료를 몸에 바르는 예법에 따라 이 말이 생긴 것으로 여겨지며 이에 해당하는 사람은 대제사장, 왕, 예언자였다.
구약성경을 그리스어로 번역한 칠십인역에서는 2개를 제외하고 메시아에 해당하는 단어를 전부 그리스도로 번역했다. 신약성경 중에 그리스도가 아닌 메시아(Messias)라는 단어를 직접 쓴 구절은 요한 복음서 1장 41절과 4장 25절 등  2개 뿐이다.

## 유대교
유대교에서는 이사야서에 예언된 것과 같이 메시아 시대에 다윗과 같은 통치자를 이르고, 일반적으로는 이 세상을 구원하는자 또는 해방시키는 자를 이른다.

## 기독교
기독교에서 메시아(그리스도)는 나사렛 예수를 가리킨다. 서기 1세기 당시 유대인들은 구약성경의 예언서가 말한 메시아(그리스도)를 하나님이 세우신 정치적인 지도자, 즉 이스라엘을 이끌어 로마에 대항할 자로 해석했다. 그러나 기독교인들은 이 예언들을 하나님의 계명을 어겨 죽을 수밖에 없는 인간을 건져내어(구원하여) 죽음이 없는 영원한 생명으로 인도하는 영적인, 종교적인 구원자로 해석하며, 나사렛 예수를 메시아(그리스도)로 믿는다. 오늘날 굳어진 숙어처럼 사용되는 "예수 그리스도"에서 그리스도(Χριστός, Khristós)는 기름 부음을 받다는 뜻의 그리스어 동사 고대 그리스어: χριω 크리오[*]를 번역한 것이다.

## 이슬람교
이슬람교에서도 예수(이사)는 역시 "마시(Masih:메시아의 아랍어)"라고 부른다.

## 같이 보기
- 예수
- 구세주
- 그리스도
- 메시아 호칭 인물

## 참고 문헌
1. ↑  《글로벌 세계대백과사전》,  〈메시아〉
2. ↑  《하나님 나라 신학을 통해서 읽는 사도행전 1권》/김회권 저/복있는 사람[쪽 번호 필요]
3. ↑  Liddell & Scott's Greek-English Lexicon